# 11831 Chaple
11831 Chaple eller 1984 SF3 är en asteroid i huvudbältet som upptäcktes den 28 september 1984 av den amerikanske astronomen Brian A. Skiff vid Anderson Mesa Station. Den är uppkallad efter Glenn Chaple.
Asteroiden har en diameter på ungefär 11 kilometer.